# Ochsenherz (Muschel)

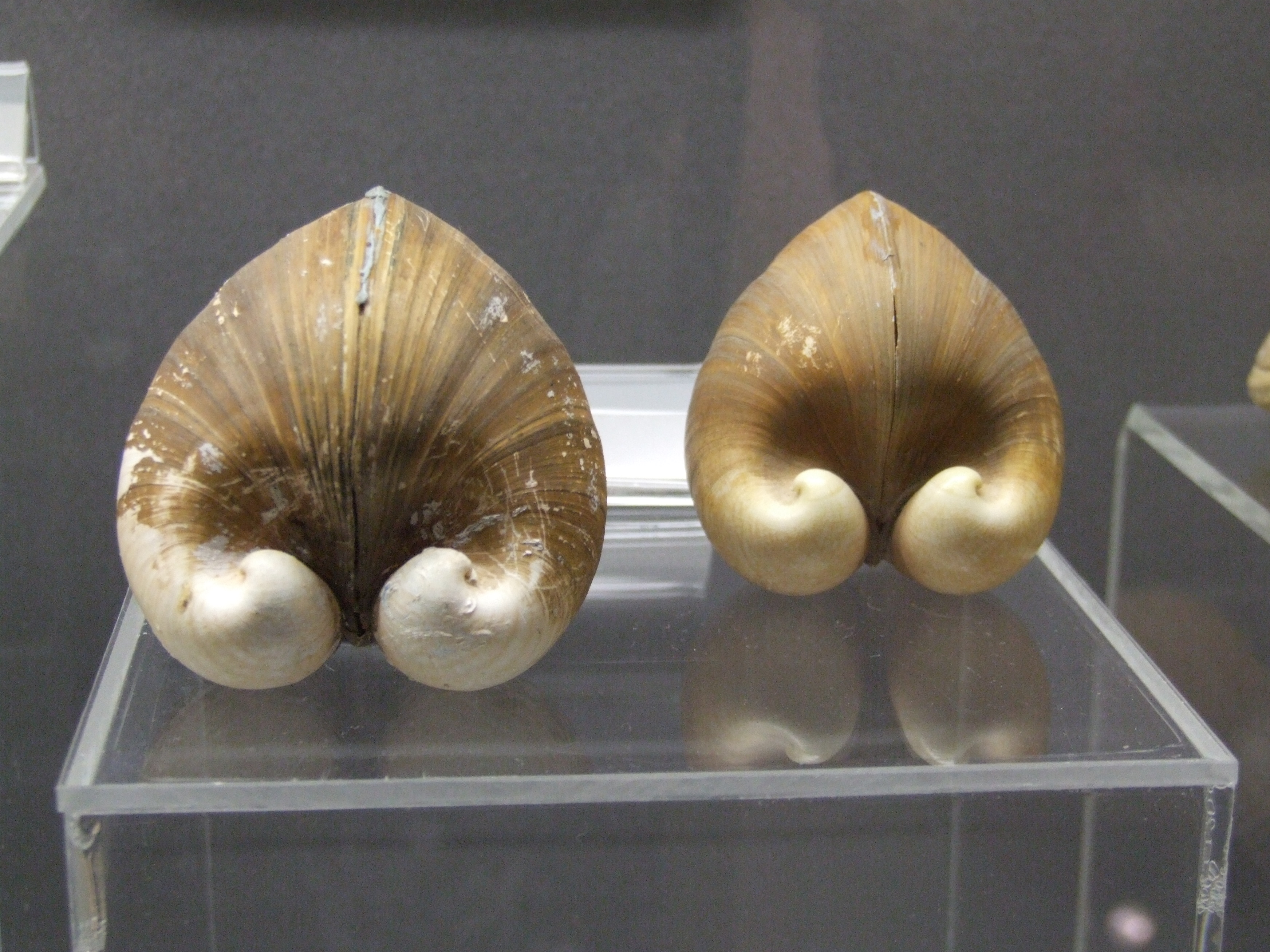
Zwei Glossus humanus-Schalen im Thalassa Museum in Ayia Napa, Zypern

Das Ochsenherz (Glossus humanus) ist eine Muschelart aus der Familie der Zungenmuscheln (Glossidae). Es ist die einzige rezente Art und Typusart der Gattung Glossus.

## Merkmale
Das Ochsenherz kennzeichnen die großen, stark nach vorne eingerollten Wirbel und das kugelige Gehäuse. Es ist gleichklappig, aber die Klappen sind stark asymmetrisch. Es kann eine Gehäusebreite von bis zu 160 mm erreichen, was aber nur selten der Fall ist. Meist sind die Gehäuse zwischen 60 und 80 mm groß. Die Schale ist verhältnismäßig dünn, aber doch fest. Die Gehäusefarbe variiert von beige bis zu dunkelbraun. Die Wirbel sind meist heller als das restliche Gehäuse. Das Schloß ist relativ breit mit sehr langen Hauptzähnen auf beiden Klappen, die sich parallel der Schloßachse hinziehen. Die vorderen Lateralzähne sind dagegen stark reduziert oder fehlen ganz, während die hinteren Lateralzähne stark gelängt sind. Die zwei Schließmuskeln sind ungleichförmig; der vordere Muskel ist etwas kleiner. Die Tiere sind getrenntgeschlechtlich; die Gonaden reifen im August bis September und die Geschlechtsprodukte werden ab September ins freie Wasser abgegeben. Aus den befruchteten Eier entwickelt sich eine Trochophora-Larve.
Rechte und linke Klappe des gleichen Tieres:

Rechte Klappe
Linke Klappe

## Lebensweise, Vorkommen und Verbreitung
Das Verbreitungsgebiet dieser Art ist der östliche Atlantik von Island bis Marokko. Sie dringt auch in das Mittelmeer und den Ärmelkanal (kleinere Individuen) vor. Häufig zu finden ist sie in der Biskaya und in der Adria. Sie kommt auch auf den Azoren vor. Sie lebt halb eingegraben in ruhigem Wasser auf sandigen bis schlammigen Böden. Die vertikale Verbreitung reicht von etwa 7 bis 250 m. Die von Tucker und Dance angegebene Wassertiefe von 8 bis 3000 m Tiefe dürfte auf einem Irrtum beruhen. Die Hauptverbreitung ist jedoch im etwas tieferen, ruhigen Wasser (ab etwa 50 m). Sie ernährt sich von Plankton und anderen mikroskopischen Teilchen, die sie mit ihren Kiemen aus dem Wasser herausfiltert. Die Siphonen sind entsprechend der geringen Eingrabtiefe recht kurz. Der Fuß ist im Verhältnis zur Größe des Tieres relativ schwach entwickelt, kann sich jedoch stark strecken. Ältere Exemplare benutzen den Fuß kaum noch. Am Fuß ist die Byssusdrüse gut ausgebildet, jedoch werden Byssusfäden nur von jüngeren Exemplaren produziert.

## Verwandte Arten
Glossus humanus ist die einzige rezente Art der Gattung Glossus. Die Art wurde vom Begründer der modernen Taxonomie, Carl von Linné, als Cardium humanum beschrieben. Einige weitere früher dieser Gattung zugeordnete Arten werden heute in die verwandte Gattung Meiocardia gestellt.

## Unterarten
Auffallend ist, dass Exemplare der Glossus humanus aus dem Nordatlantik kleiner sind als die mediterranen Vertreter der Art und die Schale etwas länglicher erscheint. Deshalb hat der britische Malakologe Lovell Augustus Reeve (1814–1865) im Jahr 1845 den wissenschaftlichen Namen Glossus humanus hibernicus (Reeve, 1845) für diese Form der Glossus humanus eingeführt. Die längliche Form ist wahrscheinlich auf andere Nahrung und Lebensumstände zurückzuführen.